# Dichaea gorgonensis
Dichaea gorgonensis är en orkidéart som beskrevs av Heinrich Gustav Reichenbach. Dichaea gorgonensis ingår i släktet Dichaea och familjen orkidéer.
Artens utbredningsområde är Colombia. Inga underarter finns listade i Catalogue of Life.